# اسپوفورد (تگزاس)
اسپوفورد، تگزاس (به انگلیسی: Spofford, Texas) یک شهر در ایالات متحده آمریکا با جمعیت ۷۵ نفر است که در تگزاس واقع شده‌است.

## موقعیت جغرافیایی
موقعیت جغرافیایی شهرها و مناطق اطراف به شرح زیر است: